# 埼玉県民の日
埼玉県民の日（さいたまけんみんのひ）とは、埼玉県が1971年（昭和46年）に制定した記念日である。毎年11月14日である。

## 経緯
- 1871年11月14日（旧暦）[* 1] 埼玉県が設置[* 2] [1]。
- 1876年8月21日 埼玉県と熊谷県の旧入間県地域が合併し、現在の埼玉県が成立[1]。
- 1971年10月15日 埼玉県の設置100周年を記念し制定[1]。

## 催事など

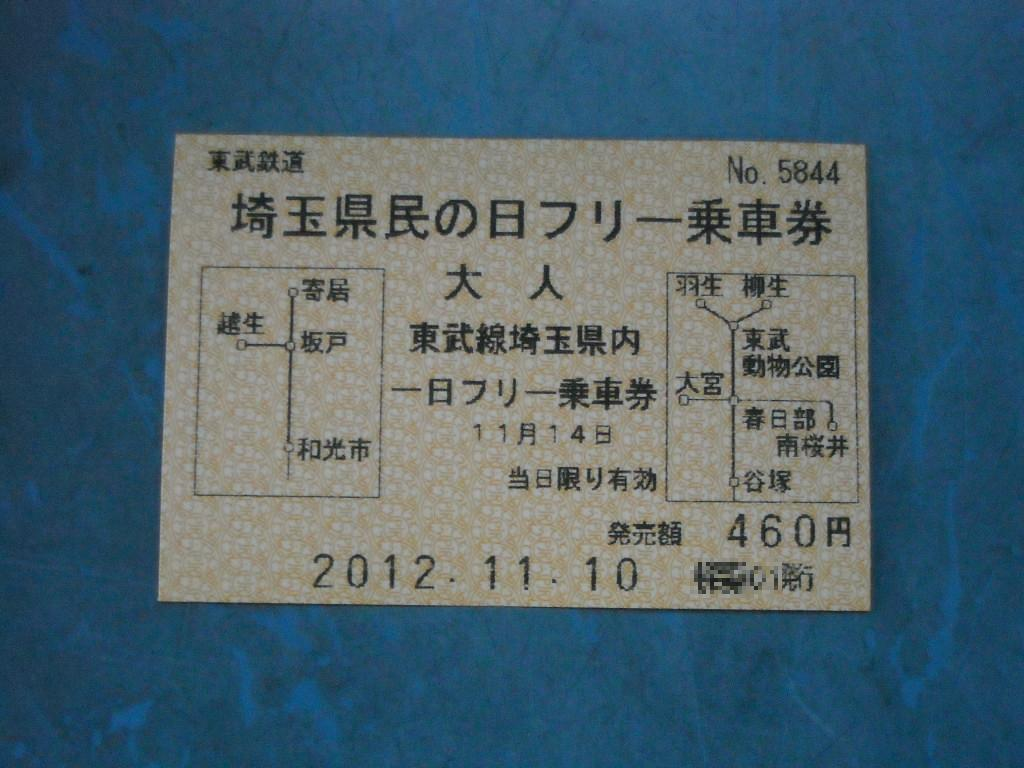
東武鉄道の埼玉県民の日フリー乗車券

- 埼玉会館にて「県民の日記念式典」が開催される。
- 埼玉県立高等学校を始め[2]、県内の公立小・中・高等学校や一部の私立学校が休業日となる。
- 埼玉県立の博物館・美術館や県内各市町村が運営する一部の有料施設が入場無料となる[3]。
- 埼玉県内および県外の一部テーマパークの入場料が無料または割引となったり、県内60ヵ所のゴルフ場が割引価格でプレーが可能となるなどの協賛行事が催される。
- 県民に県の業務を紹介する事を目的に埼玉県庁舎を開放し、知事室や埼玉県議会議事堂の本会議場および議長室、埼玉県知事公館を特別公開する「県庁オープンデー」が開催される[3]。
- 埼玉県を通る各私鉄から、埼玉県内の区間に限り乗り降り自由な、一日乗車券「埼玉県民の日フリー乗車券」が販売される[4]。